# ドレスデン美術大学
ドレスデン美術大学（ドレスデンびじゅつだいがく、独: Hochschule für Bildende Künste Dresden; HfBK Dresden、英: Dresden University of Fine Arts）は、ドイツに所在する公立の美術大学。ザクセン州ドレスデンに本部を置く。

## 沿革

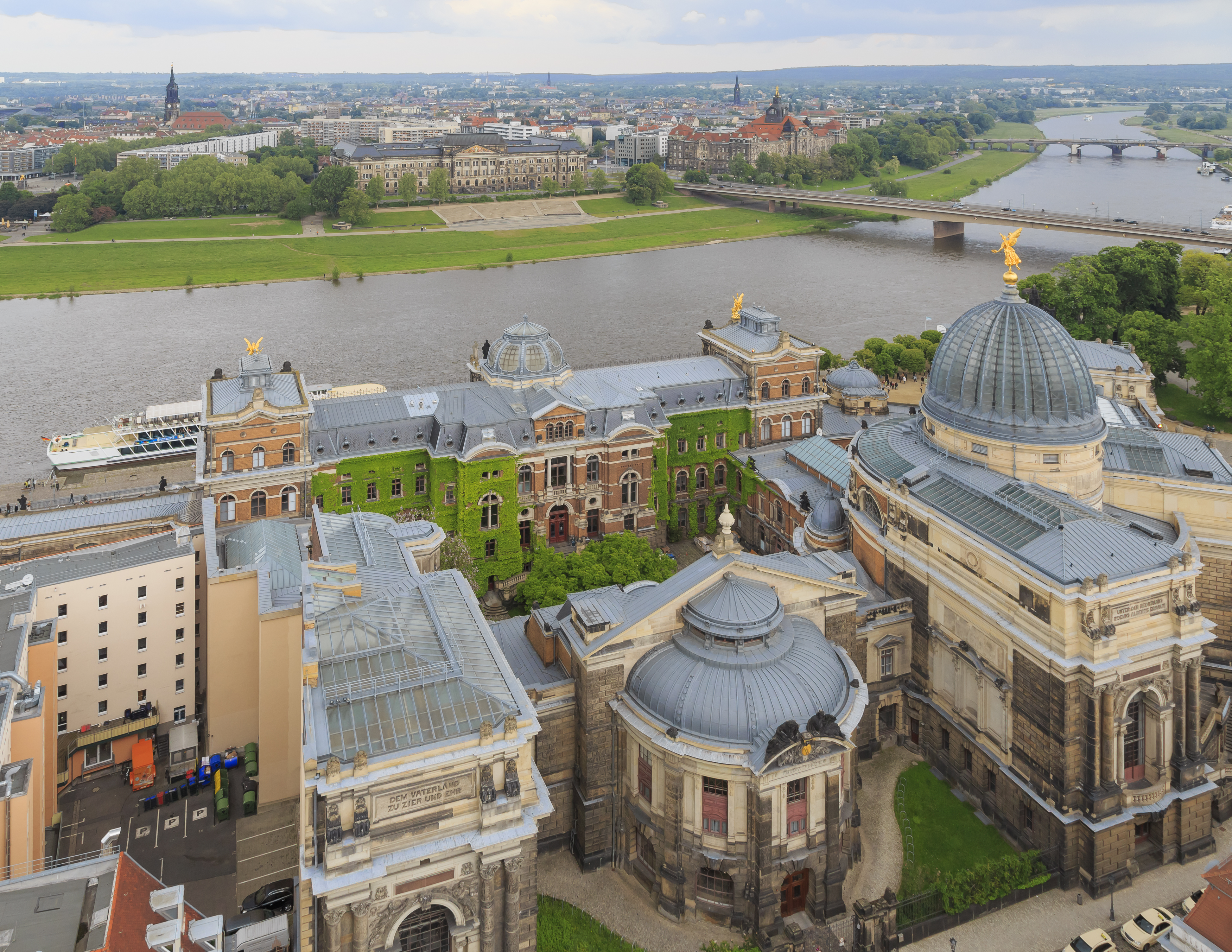
聖母教会から望むドレスデン美術大学

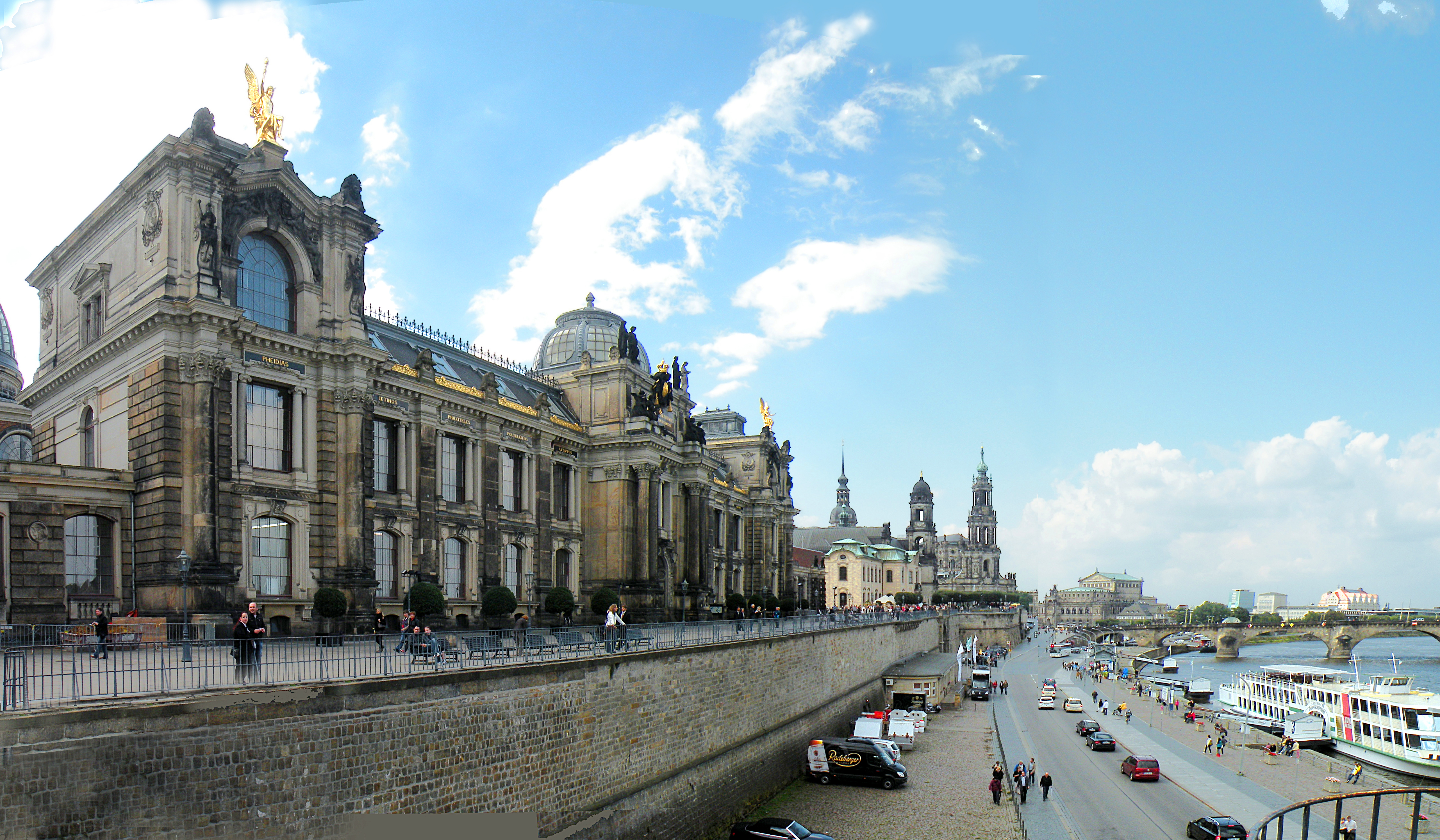
ドレスデン美術大学 ブリュールのテラス

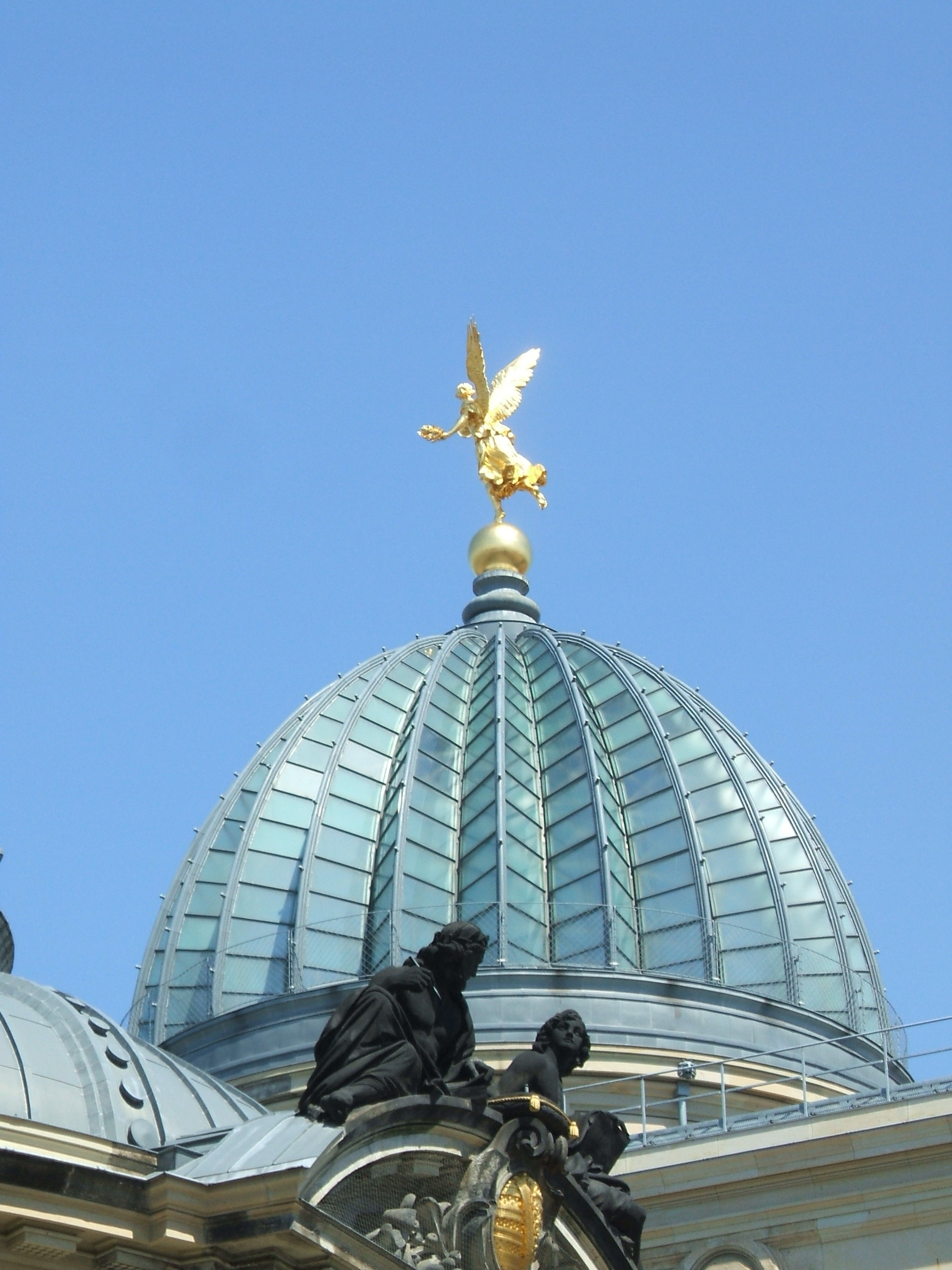
ドレスデン美術大学のガラスドーム - 通称「レモン絞り機」

元となる美術学校は1764年に設立され、ドレスデンで最も古い歴史を持つ大学である。1764年にザクセン選帝侯、フリードリヒ・アウグスト3世の命令で、“Allgemeine Kunst-Academie der Malerey, Bildhauer-Kunst, Kupferstecher- und Baukunst”（「絵画、彫刻、銅版画、建築、総合芸術アカデミー」）という名前で美術学校が設立された。1768年から1786年の間はフュルステンベルク宮殿（Palais Fürstenberg）に学校は置かれ、フランス生まれでイタリアで学んだ彫刻家、画家のシャルル・フランソワ・ユタンが初代の校長を務めた。1776年にユタンが亡くなると、イタリア生まれの画家、ジョヴァンニ・バティスタ・カサノヴァとドレスデン生まれのヨハン・エレアザル・ツァイシッヒが校長を継いだ。1806年12月にザクセン公国がザクセン王国になったことで「王立美術アカデミー」（Königlichen Akademie der bildenden Künste）に改名された。
この学校とは別に1875年に設立された「王立ザクセン工芸学校」（Königlich Sächsische Kunstgewerbeschule）は、ドイツ帝国が崩壊した後、1920年に「州立工芸高等学校」（Staatliche Hochschule für Werkkunst）と改名され、第二次世界大戦後の1950年に「州立美術アカデミー」（Staatlichen Akademie der bildenden Künste）と改名されていた美術学校と、統合され「ドレスデン高等美術学校」（Hochschule für Bildende Künste Dresden）となった。

## キャンパス・施設

### 校舎
ドレスデン美術大学は三つの校舎で構成され、メインの校舎はブリュールのテラスに1894年に建てられたものであり、ドレスデン聖母教会の隣に位置する。ドレスデン工科大学とドレスデン音楽大学の2大学とも提携しており、メディアアートやサウンドアートに関するセミナーも提供している。

## 著名な関係者

### 著名な教授
- クリスティアン・ヴィルヘルム・エルンスト・ディートリッヒ (1712-1774)
- シャルル・フランソワ・ユタン (1715-1776)
- ベルナルド・ベッロット (1720-1780)
- アドリアン・ツィング (1734-1816)
- アントン・グラフ (1736-1813)
- ヨハン・エレアザル・ツァイシッヒ (1737-1806)
- カスパー・ダーヴィト・フリードリヒ (1774-1840)
- ヨハン・フリードリヒ・マテイ (1777-1845)
- ヨハン・クリスチャン・ダール (1788-1857)
- ゴットフリート・ゼンパー (1801-1879)
- ヨハン・カール・ウルリッヒ・ベール (1801-1869)
- ルートヴィヒ・リヒター (1803-1884)
- ハインリヒ・ヨハン・ホフマン (1824-1911)
- オイゲン・ブラヒト (1842-1921)
- マックス・フライ (1874-1944)
- オスカー・ココシュカ (1886-1980)
- オットー・ディクス (1891-1969)
- ルッツ・ダンベック (1948- )

### 著名な卒業生
- ゲオルク・フリードリヒ・ケルスティンク (1785-1847)
- カール・グスタフ・カルス (1789–1869)
- ヘルマン・アンシュッツ (1802-1880)
- ルートヴィヒ・リヒター (1803–1884)
- エミール・オットー・グルントマン (1844-1890)
- フリッツ・フォン・ウーデ (1848-1911)
- パウル・バウム (1859-1932)
- ルートヴィヒ・フォン・ホフマン (1861-1945)
- ロベルト・シュテルル (1867-1932)
- オズマール・シンドラー (1869—1927)
- サシャ・シュナイダー (1870–1927)
- エミール・ザウリン＝ゾラニ（1870-1943）
- オットー・ミュラー (1874—1930)
- オットー・エドゥアルト・ピッペル（1878-1960）
- マックス・ペヒシュタイン (1881-1955)
- クルト・シュヴィッタース (1887–1948)
- ヴィリー・ヤーケル (1888-1944)
- エドムント・ケスティング (1892-1970)
- ジョージ・グロス (1893—1959)
- エルフリーデ・ローゼ＝ヴェヒトラー (1899—1940)
- ゲルハルト・リヒター (1932- )